# 古人大兄皇子
古人大兄皇子（ふるひとのおおえのみこ、生年不詳 - 大化元年9月12日（645年10月7日））は、飛鳥時代の皇族。舒明天皇の第一皇子。母は蘇我馬子の娘・蘇我法提郎女（ほほてのいらつめ）で大臣・蘇我蝦夷の妹に当たる。娘は倭姫王（天智天皇の皇后）。古人皇子・古人大市皇子・吉野太子とも呼称される。

## 生涯
古人大兄皇子は、宝皇女から生まれた異母弟妹の葛城皇子、間人皇女、大海人皇子とは異なり、蘇我馬子の娘・蘇我法提郎女を母にもつ嫡子であり、本来の皇位継承の候補者であった。そのため大臣・蘇我蝦夷の子である入鹿は、当然古人大兄皇子を皇極天皇の次期天皇に擁立しようと望んだ。従来は、古人大兄皇子に対抗しうる有力な皇位継承資格者・山背大兄王（『上宮聖徳法王帝説』では厩戸皇子（聖徳太子）の子であるとされるが、『日本書紀』にはそのような記述はない）の存在が邪魔になり、643年11月、入鹿は斑鳩宮を襲い山背大兄王とその一族を滅ぼしたとされていた。しかし現在は、山背大兄王が蘇我氏以外の天皇や豪族たちからも皇位継承を望まれなかったのは、山背大兄王が用明天皇の2世王に過ぎず、既に天皇位から離れて久しい王統であったからであり、加えて、このような王族が斑鳩と言う交通の要衝に多数盤踞して独自の政治力と巨大な経済力を擁しているというのは、天皇や蘇我氏といった支配者層全体にとっても望ましいことではなかったからであるとされている。
645年6月、三韓から進貢の使者が来日し、宮中で儀式が行なわれた。古人大兄皇子は皇極天皇の側に侍していたが、その儀式の最中、異母弟・中大兄皇子（天智天皇）、中臣鎌子（藤原鎌足）らが蘇我入鹿を暗殺する事件が起きた。古人大兄皇子は私宮（大市宮）へ逃げ帰り「韓人が入鹿を殺した。私は心が痛い」（「韓人殺鞍作臣 吾心痛矣」）と言った。入鹿の父の蘇我蝦夷も自邸を焼いて自殺して蘇我本家は滅び、古人大兄皇子は後ろ盾を失った（乙巳の変）。
事件後、皇極天皇退位を受けて皇位に即く事を勧められたがそれを断り、出家して吉野へ隠退した。代わりに皇位には軽皇子（孝徳天皇）が就いた。
しかし、同年9月12日 吉備笠垂（きびのかさのしだる）から「古人大兄皇子が謀反を企てている」との密告を受け、中大兄皇子に攻め殺させたとされる。
ただし、実際に謀反を企てていたかどうかについて、今日では諸説ある。皇子と共に謀反を企てた、とされる物部朴井椎子・倭漢文直麻呂・朴市秦田来津、吉備笠垂は、中大兄の体制下で役職を与えられ活躍している。さらに中大兄皇子は天智7年（668年）正月に即位し、2月に逆賊であるはずの古人大兄皇子の娘倭姫を娶り大后（皇后）としている。古人大兄皇子の与同者とされたもののうち、蘇我田口川堀を除く全員が、その後も官人として活動していることから、この事件は古人大兄皇子と蘇我氏を排斥することを目的としていたことがわかる。
吉川敏子は、鏡王女は天智・天武両天皇の異母兄にあたる古人大兄皇子の子であるとする説を提唱した。中大兄皇子は同じく古人大兄の子である倭姫王も后妃としており、古人大兄皇子の女子が中大兄皇子への恨みを抱いたまま他の王族と結婚するのを避けるため、中大兄とこの姉妹の婚姻が成立したと考察している。